# Campionati europei di nuoto 1987
La XVIII edizione dei campionati europei di nuoto si è svolta a Strasburgo dal 16 al 23 agosto 1987, per la seconda volta in Francia a 56 anni di distanza dall'edizione di Parigi.
Per la prima volta viene inserito nel programma della manifestazione il torneo femminile di pallanuoto e le gare veloci dei 50 metri stile libero.

La Germania Est ha concluso il medagliere al primo posto per il settimo campionato consecutivo, stabilendo il record assoluto di ori e di medaglie complessive conquistate nella stessa edizione.

## Medagliere
| Posizione | Paese            |    |    |    | Totale |
| --------- | ---------------- | -- | -- | -- | ------ |
| 1         | Germania Est     | 18 | 13 | 10 | 41     |
| 2         | Unione Sovietica | 6  | 9  | 6  | 21     |
| 3         | Germania Ovest   | 4  | 4  | 9  | 17     |
| 4         | Ungheria         | 3  | 2  | 1  | 6      |
| 5         | Francia          | 3  | 1  | 2  | 6      |
| 6         | Romania          | 2  | 1  | 5  | 8      |
| 7         | Regno Unito      | 2  | 1  | 1  | 4      |
| 8         | Paesi Bassi      | 2  | 1  | 0  | 3      |
| 9         | Svezia           | 1  | 0  | 1  | 2      |
| 10        | Italia           | 0  | 3  | 2  | 5      |
| 11        | Austria          | 0  | 2  | 0  | 2      |
| 12        | Svizzera         | 0  | 1  | 3  | 4      |
| 13        | Danimarca        | 0  | 1  | 1  | 2      |
| 14        | Belgio           | 0  | 1  | 0  | 1      |
| 14        | Jugoslavia       | 0  | 1  | 0  | 1      |
| Totale    | Totale           | 41 | 41 | 41 | 123    |

## Nuoto

### Uomini
| Evento               | Oro                                                                                 | Perform. | Argento                                                                     | Perform. | Bronzo                                                                                   | Perform. |
| Stile libero         |                                                                                     |          |                                                                             |          |                                                                                          |          |
| 50 m                 | Jörg Woithe                                                                         | 22"66    | Gennadij Prigoda                                                            | 22"73    | Stefan Volery                                                                            | 22"75    |
| 100 m                | Sven Lodziewski                                                                     | 49"79    | Stéphan Caron                                                               | 49"88    | Dirk Richter                                                                             | 50"35    |
| 200 m                | Anders Holmertz                                                                     | 1'48"44  | Giorgio Lamberti                                                            | 1'48"68  | Michael Gross                                                                            | 1'49"02  |
| 400 m                | Uwe Daßler                                                                          | 3'48"95  | Rainer Henkel                                                               | 3'49"28  | Thomas Fahrner                                                                           | 3'49"82  |
| 1500 m               | Rainer Henkel                                                                       | 15'02"23 | Uwe Daßler                                                                  | 15'02"30 | Stefan Pfeiffer                                                                          | 15'03"06 |
| Dorso                |                                                                                     |          |                                                                             |          |                                                                                          |          |
| 100 m                | Sergej Zabolotnov                                                                   | 56"06    | Frank Baltrusch                                                             | 56"40    | Frank Hoffmeister                                                                        | 56"71    |
| 200 m                | Sergej Zabolotnov                                                                   | 1'59"35  | Igor' Poljanskij                                                            | 1'59"37  | Frank Baltrusch                                                                          | 2'00"22  |
| Rana                 |                                                                                     |          |                                                                             |          |                                                                                          |          |
| 100 m                | Adrian Moorhouse                                                                    | 1'02"13  | Dmitrij Volkov                                                              | 1'02"43  | Gianni Minervini                                                                         | 1'02"66  |
| 200 m                | József Szabó                                                                        | 2'13"87  | Sergej Sokolovskij                                                          | 2'14"97  | Adrian Moorhouse                                                                         | 2'15"78  |
| Delfino              |                                                                                     |          |                                                                             |          |                                                                                          |          |
| 100 m                | Andy Jameson                                                                        | 53"62    | Michael Gross                                                               | 53"76    | Benny Nielsen                                                                            | 54"08    |
| 200 m                | Michael Gross                                                                       | 1'57"59  | Benny Nielsen                                                               | 1'57"74  | Vadim Jaroščuk                                                                           | 1'58"51  |
| Misti                |                                                                                     |          |                                                                             |          |                                                                                          |          |
| 200 m                | Tamás Darnyi                                                                        | 2'00"56  | Vadim Jaroščuk                                                              | 2'01"67  | Raik Hannemann                                                                           | 2'02"30  |
| 400 m                | Tamás Darnyi                                                                        | 4'15"42  | József Szabó                                                                | 4'18"30  | Patrick Kühl                                                                             | 4'18"67  |
| Staffette            |                                                                                     |          |                                                                             |          |                                                                                          |          |
| 4x100 m stile libero | Germania Est Dirk Richter Thomas Flemming Steffen Zesner Sven Lodziewski            | 3'19"17  | Germania Ovest Peter Sitt Michael Gross Rolf-Dieter Maltzann Thomas Fahrner | 3'20"51  | Unione Sovietica Gennadij Prigoda Vladimir Shemetov Veniamin Tajanovič Vladimir Tkačenko | 3'21"14  |
| 4x200 m stile libero | Germania Ovest Peter Sitt Rainer Henkel Thomas Fahrner Michael Gross                | 7'13"10  | Germania Est Lars Hinneburg Thomas Flemming Steffen Zesner Sven Lodziewski  | 7'14"27  | Svezia Tommy Werner Michael Söderlund Anders Holmertz Markus Eriksson                    | 7'21"31  |
| 4x100 m misti        | Unione Sovietica Igor' Poljanskij Dmitrij Volkov Konstantin Petrov Gennadij Prigoda | 3'41"51  | Regno Unito Neil Cochran Adrian Moorhouse Andy Jameson Roland Lee           | 3'42"01  | Germania Est Frank Baltrusch Christian Poswiat Thomas Dressler Sven Lodziewski           | 3'43"90  |

### Donne
| Evento               | Oro                                                                        | Perform. | Argento                                                                     | Perform. | Bronzo                                                                          | Perform. |
| Stile libero         |                                                                            |          |                                                                             |          |                                                                                 |          |
| 50 m                 | Tamara Costache                                                            | 25"50    | Katrin Meißner                                                              | 25"65    | Christiana Pilke                                                                | 25"88    |
| 100 m                | Kristin Otto                                                               | 55"38    | Manuela Stellmach                                                           | 55"49    | Tamara Costache                                                                 | 56"11    |
| 200 m                | Heike Friedrich                                                            | 1'58"24  | Manuela Stellmach                                                           | 1'58"95  | Luminita Dobrescu                                                               | 2'00"87  |
| 400 m                | Heike Friedrich                                                            | 4'06"39  | Astrid Strauß                                                               | 4'07"71  | Stela Pura                                                                      | 4'09"65  |
| 800 m                | Anke Möhring                                                               | 8'19"53  | Astrid Strauß                                                               | 8'32"24  | Judith Csabai                                                                   | 8'37"71  |
| Dorso                |                                                                            |          |                                                                             |          |                                                                                 |          |
| 100 m                | Kristin Otto                                                               | 1'01"86  | Svenja Schlicht                                                             | 1'02"21  | Kathrin Zimmermann                                                              | 1'02"55  |
| 200 m                | Cornelia Sirch                                                             | 2'10"20  | Kathrin Zimmermann                                                          | 2'12"23  | Svenja Schlicht                                                                 | 2'12"72  |
| Rana                 |                                                                            |          |                                                                             |          |                                                                                 |          |
| 100 m                | Silke Hörner                                                               | 1'07"91  | Manuela Dalla Valle                                                         | 1'09"66  | Sylvia Gerasch                                                                  | 1'09"83  |
| 200 m                | Silke Hörner                                                               | 2'27"49  | Ingrid Lempereur                                                            | 2'29"49  | Svetlana Kuzmina                                                                | 2'29"88  |
| Delfino              |                                                                            |          |                                                                             |          |                                                                                 |          |
| 100 m                | Kristin Otto                                                               | 59"52    | Birte Weigang                                                               | 59"59    | Catherine Plewinski                                                             | 59"83    |
| 200 m                | Kathleen Nord                                                              | 2'08"85  | Birte Weigang                                                               | 2'09"60  | Stela Pura                                                                      | 2'11"56  |
| Misti                |                                                                            |          |                                                                             |          |                                                                                 |          |
| 200 m                | Cornelia Sirch                                                             | 2'15"04  | Daniela Hunger                                                              | 2'15"27  | Noemi Lung                                                                      | 2'15"84  |
| 400 m                | Noemi Lung                                                                 | 4'40"21  | Elena Dendeberova                                                           | 4'42"62  | Kathleen Nord                                                                   | 4'44"09  |
| Staffette            |                                                                            |          |                                                                             |          |                                                                                 |          |
| 4x100 m stile libero | Germania Est Manuela Stellmach Heike Friedrich Kristin Otto Katrin Meißner | 3'42"58  | Paesi Bassi Marianne Muis Diana van der Plaats Mildred Muis Karin Brienesse | 3'45"93  | Germania Ovest Stephanie Bofinger Svenja Schlicht Christiane Pielke Karin Seick | 3'46"49  |
| 4x200 m stile libero | Germania Est Manuela Stellmach Heike Friedrich Astrid Strauß Anke Möhring  | 7'55"47  | Romania Luminita Dobrescu Stela Pura Anca Patrascoiu Noemi Lung             | 8'09"15  | Germania Ovest Svenja Schlicht Heike Höller Julia Lebek Birgit Schulz-Lohberg   | 8'09"89  |
| 4x100 m misti        | Germania Est Kristin Otto Silke Hörner Birte Weigang Manuela Stellmach     | 4'04"05  | Italia Lorenza Vigarani Manuela Dalla Valle Ilaria Tocchini Silvia Persi    | 4'10"04  | Germania Ovest Svenja Schlicht Britta Dahm Susanne Schuster Christiane Pielke   | 4'10"92  |

## Tuffi

### Uomini
| Evento           | Oro               | Perform. | Argento        | Perform. | Bronzo               | Perform. |
| Trampolino 3m    | Albin Killat      | 663.18   | Niki Stajkovic | 647.25   | Aleksandr Gladchenko | 622.60   |
| Piattaforma 10 m | Giorgi Chogovadze | 581.46   | Jan Hempel     | 579.63   | Arsen Zhavadian      | 561.30   |

### Donne
| Evento           | Oro              | Perform. | Argento              | Perform. | Bronzo       | Perform. |
| Trampolino 3m    | Daphne Jongejans | 514.32   | Marina Babkova       | 476.70   | Brita Baldus | 471.02   |
| Piattaforma 10 m | Elena Mirošina   | 475.50   | Anzhela Stasyulevich | 433.68   | Silke Abicht | 408.09   |

## Nuoto sincronizzato
| Evento  | Oro                                   | Perform. | Argento                          | Perform. | Bronzo                                         | Perform. |
| Solo    | Muriel Hermine                        | 188.700  | Alexandra Worisch                | 182.467  | Karin Singer                                   | 179.067  |
| Duo     | Francia Muriel Hermine Karine Schuler | 184.608  | Svizzera Edith Boss Karin Singer | 178.343  | Unione Sovietica Irina Tchukova Tatyana Titova | 176.642  |
| Squadra | Francia                               | 178.487  | Unione Sovietica                 | 177.343  | Svizzera                                       | 172.975  |

## Pallanuoto
| Evento                  | Oro              | Argento    | Bronzo  |
| T. Maschile (Dettagli)  | Unione Sovietica | Jugoslavia | Italia  |
| T. Femminile (Dettagli) | Paesi Bassi      | Ungheria   | Francia |